# Arnaud Jean Meillan
Arnaud-Jean Meillan, né à Bayonne en 1748 et mort en 1809 dans la même commune, représentant du peuple sous la Révolution française, fut député par le département des Basses-Pyrénées à la Convention nationale. Ses mémoires font partie d’une collection publiée post-mortem, en 1823.

## Biographie
Meillan est né à Bayonne, le 6 décembre 1748. Il possédait à Dax les eaux et boues minérales, ainsi qu'un magasin dans la même ville.

### Sous la Révolution
En septembre 1792, alors qu'il est administrateur des Basses-Pyrénées, Arnaud Meillan est élu député du département, le cinquième sur six, à la Convention nationale. 
Il siège sur les bancs de la Gironde. Lors du procès de Louis XVI, il vote « la détention puis le bannissement après l'affermissement de la République ». En avril 1793, il vote en faveur de la mise en accusation de Jean-Paul Marat. En mai, il vote en faveur du rétablissement de la Commission des Douze. 
En juin, après les journées du 31 mai et du 2 juin, il est dénoncé par Joseph Fayau pour s'être rendu à Nantes en compagnie du député girondins Gaspard-Séverin Duchastel afin de soulever la ville contre la Convention. En juillet, après le rapport de Bertrand Barère au nom du Comité de Salut public, il est décrété d'accusation. En octobre, après le rapport de Jean-Pierre-André Amar au nom du Comité de Sûreté générale, il est mis hors-de-la-loi pour s'être soustrait au décret.
En ventôse an III (mars 1795), Meillan et les derniers girondins mis hors-de-la-loi sont réintégrés à leur poste à la Convention. 

### Sous le Directoire
Il est élu « député » au Conseil des Anciens (Chambre haute)
par les départements des Landes et des Basses-Pyrénées, il y siège jusqu'en 1799. Il se retire ensuite de la vie politique et devint membre de la Chambre de commerce, à Bayonne.
Il est mort dans sa ville natale le 26 juin 1809.

## Publications
- Arnaud-Jean Meillan, Représentant du peuple, germinal an iii ;
- Arnaud-Jean Meillan, Mémoires de Meillan, vol. 48, Paris, Mémoires de Meillan, coll. « des Mémoires relatifs à la révolution française », 1823, 171 p. (lire en ligne)avec des notes et des éclaircissements.